# ELAS
ELAS (gr. ΕΛΑΣ – Ελληνικός Λαϊκός Απελευθερωτικός Στρατός – Ellinikos Laikos Apeleftherotikos Stratos, Grecka Ludowa Armia Wyzwoleńcza) – masowa formacja partyzancka, związana z Narodowym Frontem Wyzwoleńczym (EAM), czyli lewicową, republikańską siłą polityczną, powołaną w 1941 przez Komunistyczną Partię Grecji (KKE) i trzy inne małe partie. Była to najsilniejsza i najbardziej aktywna formacja greckiego ruchu oporu, jedyna zdolna do samodzielnego działania niezależnie od pomocy aliantów.
Do 1944 w szeregach ELAS znalazło się od 60 tys. do 119 tys. stałych partyzantów zgrupowanych w oddziałach oraz rezerwistów, pozostających na stałe w domach i opuszczających je jedynie na akcje swego zgrupowania. Prócz sił lądowych, ELAS dysponował własną marynarką wojenną ELAN.
Oddziały te kontrolowały znaczną, a w 1944 r. największą część terytorium Grecji. Na terenach wyzwolonych zorganizowano samorządne i uporządkowane życie społeczno-gospodarcze, przez grecką lewicę określane jako system ludowej demokracji.
ELAS rozwiązano w lutym 1945 na mocy porozumienia z Warkizy. Wbrew jego decyzjom, kombatantom ELAS nie umożliwiono wstąpienia do greckich sił zbrojnych i uniemożliwiono im także pokojowe życie, poddając prześladowaniom. Sytuacja ta doprowadziła do wybuchu wojny domowej w Grecji.

## Nazewnictwo
W polskojęzycznej literaturze przedmiotu nie uzgodniono tłumaczenia nazwy własnej tej organizacji. Np. PWN raz stosuje formę Grecka Ludowa Armia Wyzwoleńcza, innym razem, w tym samym wydaniu encyklopedii, jest to dla PWN Grecka Armia Narodowowyzwoleńcza. Często spotykane jest błędne rozwijanie skrótu ELAS ze słowem Ethnikos (narodowy) w miejsce oryginalnego Ellinikos (grecki), np. Narodowa Ludowa Armia Wyzwoleńcza, Ludowa Armia Wyzwolenia Narodowego, także Grecka Armia Wyzwolenia Narodowego. Taki błąd spotyka się też w niektórych wydawnictwach zachodnich.
Monografia „Ruch Oporu” M. Glezosa, t. 1 – autor opisuje szczegółowo to wydarzenie na str. 724 oraz powtarza okoliczności założycielskie (nazwę organizacji i nazwiska osób uczestniczących w podjęciu decyzji) w t. 2, s. 1060 – nr 152. W okoliczności powołania (a więc i oryginalnej nazwy) ELAS autor przywołuje też 3 inne opracowania historyczne. Toteż nie ma wątpliwości, że oryginalna nazwa organizacji zawiera słowo „Ludowy”, a nie słowo „Narodowy”.

## Historia

### Początki zbrojnego oporu
Za początek greckiego antyhitlerowskiego ruchu oporu uważa się spontaniczne akty protestu, które miały miejsce w okupowanej Grecji wiosną 1941. W maju powracający z frontu zakładali już lokalne organizacje niepodległościowe. Głośnym echem odbiło się zerwanie z Akropolu hitlerowskiej flagi w nocy z 30 na 31 maja 1941. Skoordynowany ruch oporu zaczął organizować się z końcem czerwca, gdy pod wpływem agresji III Rzeszy na Związek Radziecki Komitet Centralny Komunistycznej Partii Grecji (KKE) przestał postrzegać wojnę jako imperialistyczną i postanowił stworzyć w swoim kraju partyzantkę, skierowaną przeciw wszystkim okupantom. Zdaniem S.N. Georgiadisa KKE jeszcze przed czerwcem 1941 planowała antyhitlerowskie wystąpienie. Świadczy o tym wzniecanie nastrojów wrogości wobec okupantów, przez biura KKE w Macedonii i Atenach odpowiednio, już od początku okupacji Grecji czyli kwietnia 1941. Komuniści czekali jednak na zgodę Stalina na podjęcie walki. Za takie przyzwolenie uznali wydany 3 lipca list do okupowanych ludów europejskich.
Komuniści od razu poszukiwali politycznych sojuszników dla wspólnego podjęcia walk z okupantem. Okazało się to trudne, gdyż w 1936 KKE została zdelegalizowana, ponadto była organizacją o niewielkim poparciu społecznym, gdyż z chwilą wybuchu wojny grecko-włoskiej około 2 tys. komunistów przebywało w więzieniach. We wrześniu 1941, wspólnie z trzema innymi, niewielkimi partiami, komuniści zorganizowali Narodowy Front Wyzwoleńczy (grecki skrót EAM), który postawił przed sobą zadanie budowy oddziałów ruchu oporu i zapewnienie w już wyzwolonym państwie greckim rzeczywistej demokracji i swobody wyboru ustroju państwa. Rozumiano to jako dokonanie wyboru pomiędzy monarchią a republiką – przedmiot najpoważniejszej debaty narodowej od 1915 roku. Jednym z celów ELAS miało być też „Zapewnienie porządku i bezpieczeństwa do momentu przeprowadzenia wyborów, w których lud wyrazi w sposób nieskrępowany swą wolę”.
Główne przedwojenne organizacje polityczne nie były zainteresowane poparciem EAM, toteż w jego skład weszły, prócz KKE, jedynie 3 niewielkie ugrupowania ludowe i socjalistyczne. W grudniu 1941 powstała pierwsza siła zbrojna EAM, planowana jako około 1000 osób, ochraniających działania polityczne EAM, głównie w okręgu Aten. Oddziały te podjęły walkę w styczniu roku następnego. Jednak jeszcze przed tą datą lokalne biuro KKE wzięło udział, a prawdopodobnie także inspirowało powstanie ludowe w prowincji Wschodnia Macedonia, 28–30 września 1941, krwawo stłumione przez okupacyjne siły bułgarskie, z natychmiastowymi, wyprzedzającymi możliwość buntu pacyfikacjami wobec ludności cywilnej. Łączną liczbę ofiar tłumienia buntu i represji prewencyjnych ocenia się na 6–7 tys. osób.
W październiku 1941 siły niemieckie prowadziły już kampanie antypartyzanckie, gdyż pierwsze funkcjonujące grupy ruchu oporu podejmowały próby wysadzania linii kolejowych.

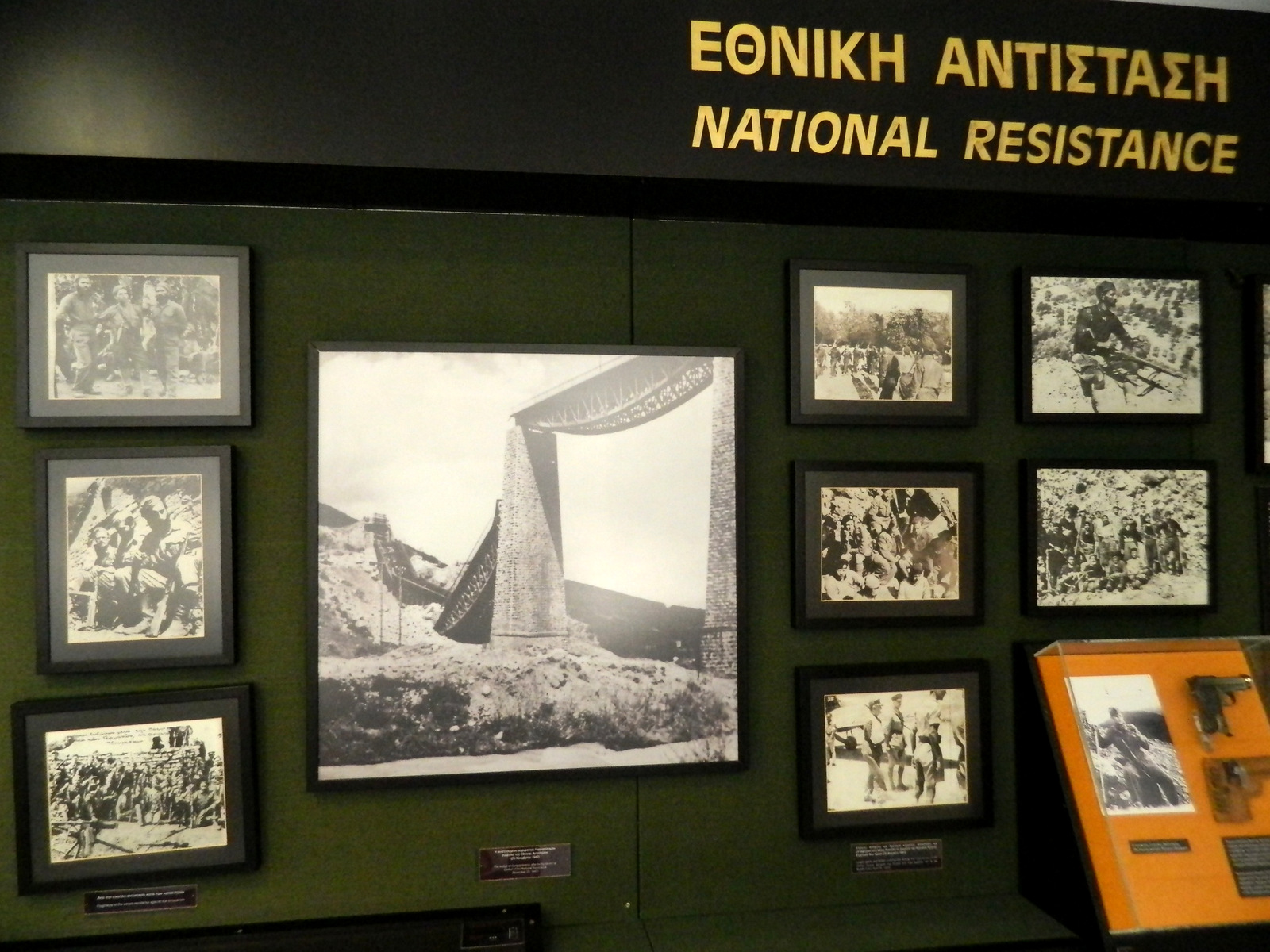
Most Gorgopotamos. Głośna, grecko-brytyjska akcja dywersyjna, niewykonalna bez pomocy ELAS

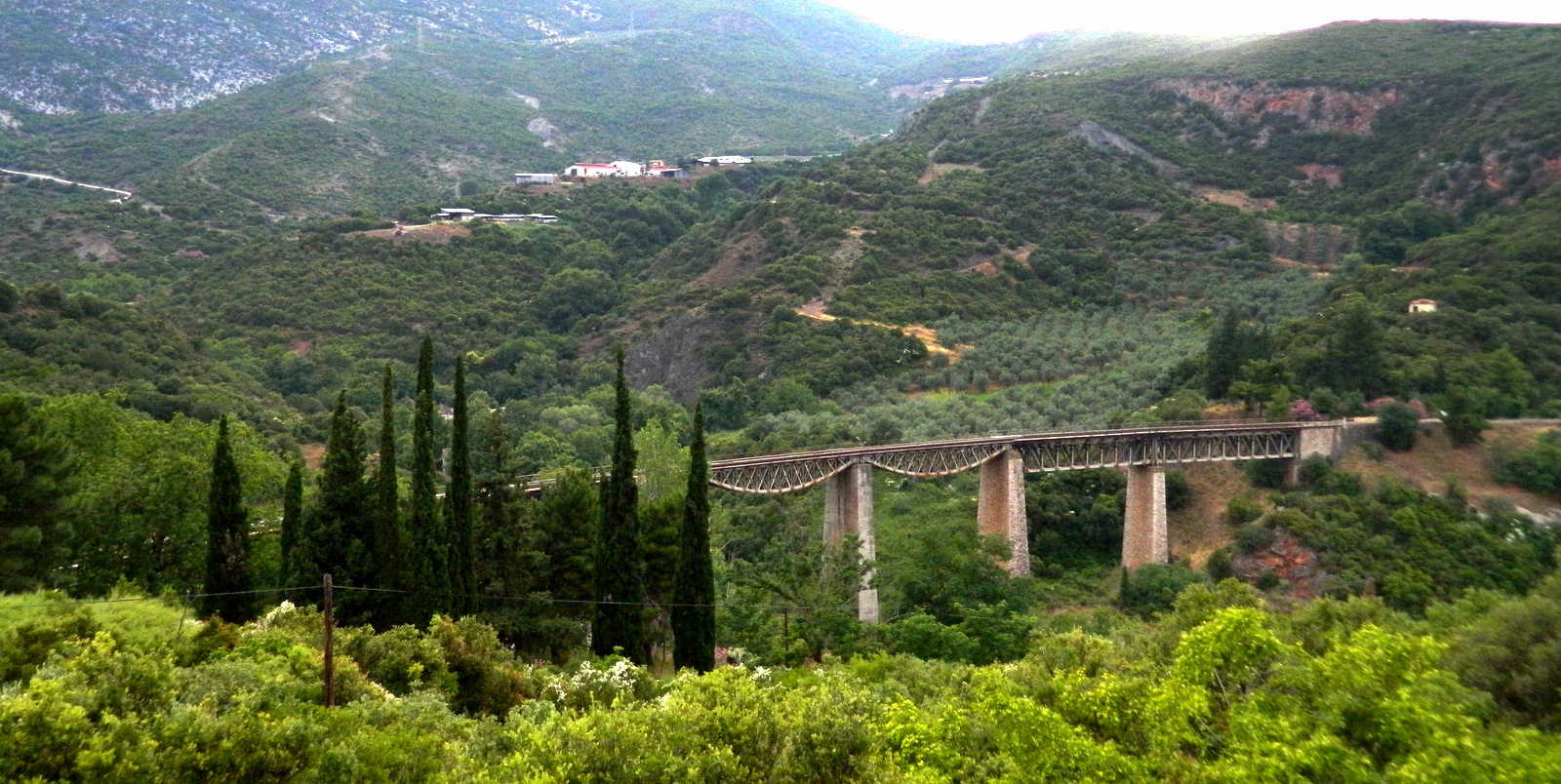
Widok obecny.

### Powstanie ELAS
W lutym 1942 zdecydowano o rozpoczęciu tworzenia masowej partyzantki ELAS. Za początek jej działalności przyjmuje się powstanie oddziału Arisa Weluchiotisa, który 22 maja 1942, w miejscowości Domnista ogłosił początek powstania przeciwko wszystkim okupantom (niemieckim, włoskim i bułgarskim) i powstanie siły zbrojnej o nazwie ELAS.
Początkowo większość partyzantów wywodziła się spośród weteranów wojny grecko-włoskiej, stopniowo jednak w oddziałach coraz bardziej widoczna była młodzież bez doświadczenia wojskowego ani politycznego. Głównym zapleczem partyzantki stała się wieś. Wśród żołnierzy i sympatyków ELAS byli nie tylko ludzie o sympatiach lewicowych, lecz wszyscy pragnący przede wszystkim walczyć z okupantem. Zdaniem M. Tanty jesienią 1942 w oddziałach ELAS było 4–5 tys. żołnierzy. W ciągu kolejnego roku liczba ta wzrosła do 48 tys. Niemal całość uzbrojenia ELAS zdobył na okupantach i greckich formacjach kolaboracyjnych.

### ELAS w latach 1942–1943
Oddziały ELAS podejmowały współpracę ze znacznie słabszymi liczebnie oddziałami rojalistycznego ruchu oporu (Grecki Narodowy Związek Demokratyczny, gr. Εθνικός Δημοκρατικός Ελληνικός Σύνδεσμος, Ethnikos Dimokratikos Ellinikos Sindesmos, EDES) oraz wywiadem brytyjskim. W ten sposób w nocy z 25 na 26 listopada 1942 oddział Arisa Weluchiotisa (150 partyzantów) razem ze zgrupowaniem Napoleona Zerwasa z EDES i grupą komandosów brytyjskich wysadził wiadukt w Gorgopotamos, co było jedną z najsłynniejszych akcji ruchu oporu w Europie. Obydwie formacje organizowały również wspólnie zasadzki i akty sabotażu.
W marcu 1943 propozycję objęcia stanowiska dowódcy ds taktyki wojskowej i nominalnie głównodowodzącego ELAS przyjął doświadczony sztabowiec i teoretyk wojny, były komendant Akademii Wojskowej Stefanos Sarafis Przewaga ELAS jako wiodącej siły antyokupacyjnej w Grecji została uznana przez pozostałe formacje ruchu oporu. W lipcu 1943, w momencie powołania połączonego sztabu generalnego, EAM-ELAS dominowały liczebnie nad reprezentantami innych formacji partyzanckich oraz brytyjskiej misji wojskowej.
Między oddziałami podlegającymi politycznie EAM, a formacjami niezwiązanymi z lewicą, dochodziło do konfliktów. Przyczyną tego był fakt, że ELAS podjął przymusowe, zbrojne scalanie całości ruchu oporu, dotychczas podzielonego na setki nurtów i jeszcze większą od nich liczbę oddziałów. Drugą przyczyną wybuchu tych sporów było fiasko konferencji w Kairze w sierpniu 1943. W czasie spotkania między partyzantami, przedstawicielami króla i greckiego rządu na uchodźstwie, delegatami brytyjskich władz politycznych i wojskowych partyzanci zażądali, by o powrocie króla po wojnie zadecydowało referendum, zaś niezależnie od jego wyniku reprezentanci EAM-ELAS uzyskali kilka kluczowych stanowisk w przyszłym rządzie (w tym ministerstwa spraw wewnętrznych i sprawiedliwości). Po odrzuceniu obydwu postulatów delegacji partyzantów upewnili się, że Brytyjczycy dążą do restauracji monarchii w Grecji mimo jej niepopularności w społeczeństwie. W październiku 1943 ELAS oskarżył EDES o kolaborację z okupantem i dokonał ataków na jego oddziały. Zdaniem Clogga komuniści greccy dążyli do eliminacji innych ugrupowań partyzanckich, by w momencie wyzwolenia być jedyną znaczącą siłą zbrojną, a następnie móc przejąć władzę polityczną. W konflikcie między dwiema siłami greckiego ruchu oporu Brytyjczycy poparli EDES, wstrzymując dostawy sprzętu dla ELAS. Stratę tę partyzanci zniwelowali jednak po kapitulacji Włoch, zdobywając znaczne ilości uzbrojenia oddziałów włoskich okupujących Grecję; oddziały te masowo poddawały się zgrupowaniom ELAS. ELAS i EDES zawarły rozejm w lutym 1944.
Panuje zgodność co do okoliczności, że ELAS dążył do kontroli nad całym ruchem oporu. Dokument założycielski ELAS, jako jeden z podstawowych celów organizacji wskazuje utrzymywanie porządku w państwie do momentu zrealizowania wolnych od nacisków wyborów. Niezależnie od sporów pomiędzy ruchem oporu, od jesieni 1943 zwalczaniem ELAS, prócz wojsk trzech okupantów, zajmowały się tworzone przez Niemców i podległe kolaboracyjnemu Państwu Greckiemu ochotnicze, hitlerowskie Bataliony Bezpieczeństwa, kolaboracyjne siły policyjne, niezależne i ochotnicze oddziały ultraprawicowe, a w niektórych wypadkach także wspierane przez okupantów hitlerowskie oddziały paramilitarne lub niezależne od okupantów (ale działające przy ich poparciu) oddziały mniejszości kulturowych czy etnicznych. Ogólną taktyką Niemców było skłócanie mieszkańców okupowanych krajów. Toteż o ile za zabicie Niemca rozstrzeliwano licznych zakładników, o tyle nieniemieckie, lokalne siły zbrojne, kolaboracyjne i niepodległościowe, czy oddziały przeciwników politycznych lub nawet konkurujących od stuleci rodzin, walczyły między sobą bez poważnych przeszkód ze strony okupanta. Podobną taktykę przyjęli Brytyjczycy, uzbrajając i także wyposażając w pieniądze w mniejszym stopniu ELAS, a w znacznie większym stopniu przeciwników politycznych tej formacji. Brytyjscy oficerowie łącznikowi działali przy wszystkich, ważniejszych, walczących ze sobą ugrupowaniach. Jak pisze M. Tanty, Brytyjczycy wysoko cenili działalność greckiego ruchu oporu i uwzględniali jego obecność w projektowaniu długoterminowych strategii politycznych.
Stan lądowych sił zbrojnych ELAS, w dniu jego reorganizacji, 1 września 1943, wynosił około 20 tysięcy partyzantów – stałych członków oddziału i 15 tysięcy tzw. rezerwistów, czyli także aktywnych partyzantów, jednak zamieszkujących w swych domach. Następnie, dzięki broni, przejętej od kapitulujących dywizji włoskich, nastąpić miała szybka rozbudowa. Porównując: stan sił zbrojnych ugrupowań konkurencyjnych nie przekraczał ówcześnie 4 tys. partyzantów w przypadku EDES i 800 partyzantów, w przypadku EKKA.
W okresie wycofania się Niemców z Grecji do ELAS należało według Clogga 60 tys. partyzantów. Znacznie wyższe, dość precyzyjnie wskazane szacunki przedstawia S. Grigoriadis, sumując także specjalne jednostki organizacyjne i morskie siły ELAS mówi o 75 tys. leśnych i miejskich partyzantów i ok. 44 tys. rezerwistów. Siły ELAS dysponowały znaczną liczbą broni maszynowej i silną artylerią polową. Istniała też kilkakrotnie liczniejsza od partyzantów grupa konspiratorów, stale współpracujących z ELAS, niebędących członkiem oddziału. Ocenia się, że około 1,5 miliona Greków brało udział w działaniach, skierowanych przeciw okupantom (w tym w ogólnokrajowych akcjach strajkowych), a zorganizowane konspiracje EAM objęły około 400 tysięcy osób. Przeciętny oddział partyzancki liczył od 30 do 100 osób. Kilka takich grup tworzyło razem batalion. Podobny szacunek przedstawił M. Tanty, który mówi o ponad 100 tys. partyzantów w końcu 1944.
ELAS stworzył także flotylle bojowych jednostek pływających, w 1944 roku przekształcone w ELAN – marynarkę wojenną, z udziałem 1200 marynarzy, kontrolujących większość małych portów i patrolujących większość greckich wybrzeży, z około 100 bojowymi jednostkami pływającymi, O łącznym tonażu 4 tys. DWT, czasem specjalnie w tym celu zbudowanymi, w trakcie okupacji.

### Siły zbrojne EAM-ELAS z końcem okupacji
Zdaniem S.N. Grigoriadisa jesienią 1944 liczebność ELAS osiągnęła:
Sztab Generalny (Γενικό Επιτελείο):
- Batalion Sztabu Generalnego – 500 (partyzantów)

Grupa Dywizji Środkowej Grecji (Ομάς Μεραρχιών Στερεάς Ελλάδος):
- Kompania Sztabu – 200
- II Dywizja (Attyki) – 4 tys.
- XIII Dywizja (Środkowej Grecji) – 5 tys.

razem: 9 tys.
Grupa Dywizji Macedonii (Ομάς Μεραρχιών Μακεδονίας):
- Kompania Sztabu – 200
- IX Dywizja (Zachodniej Macedonii) – 5,5 tys.
- XI Dywizja (Salonik) – 3 tys.
- X Dywizja (Centralnej Macedonii) – 4,5 tys.
- VI Dywizja (Wschodniej Macedonii – Tracji) 3 tys.

razem: 16 200
- I Dywizja (Tessalii) – 8 tys.
- III Dywizja (Peloponezu) – 6 tys.
- VIII Dywizja (Epiru) – 5 tys.
- V Dywizja (Krety) – 2 tys.
- Brygada Kawalerii – 1, 1 tys.

razem: 22,1 tys.

czyli 48–49 tys. partyzantów w stałych, regularnych oddziałach. Z czego zawodowi, aktywni zawodowo oficerowie przedwojenni – ok. 700 osób; ok. 100 oficerów nieaktywnych, tj. niezatrudnianych przez reżim Metaksasa 1936 roku; 1,5 tys. oficerów uprzednio przeniesionych już w stan spoczynku;
szkoły oficerskie ELAS wykształciły 1270 absolwentów; kapetanei („kapitanowie”) oddziałów partyzanckich – 1070; oficerowie przydzieleni do służb tymczasowego rządu PEEA – 600 osób.

Daje to łącznie 5240 oficerów – 43,7 tys. chorążych, podoficerów i żołnierzy.

Ponadto działały:
- ELAN (marynarka wojenna) – 1200 (ponad 100 uzbrojonych jednostek pływających, o łącznej wyporności 4 tys. ton.
- tzw. Pierwszy Korpus (A'Σώμα Στρατού) – 22–25 tys. aktywnych bojowników, z których nie mniej niż ponad 5 tys. stanowili walczący bronią.
- rezerwiści ELAS (partyzanci zamieszkujący w swych domach) – prawdopodobnie ok. 45 tys. partyzantów, dołączających do oddziału przed akcją.

Sumując: jesienią 1944 r. ELAS prawdopodobnie liczył około 119 tysięcy bojowników.

### Partyzanckie, ludowe państwo EAM/ELAS

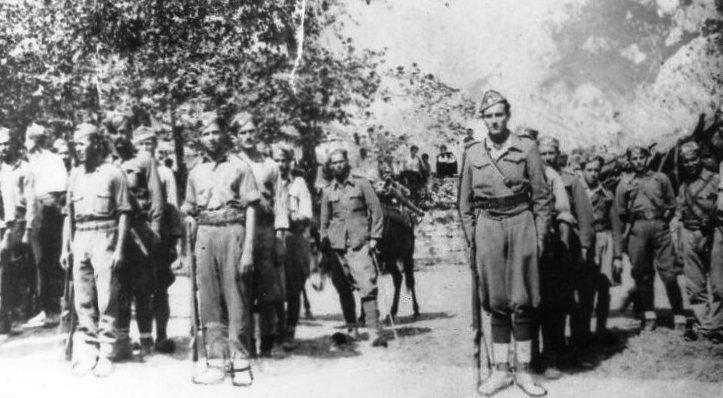
Partyzantka

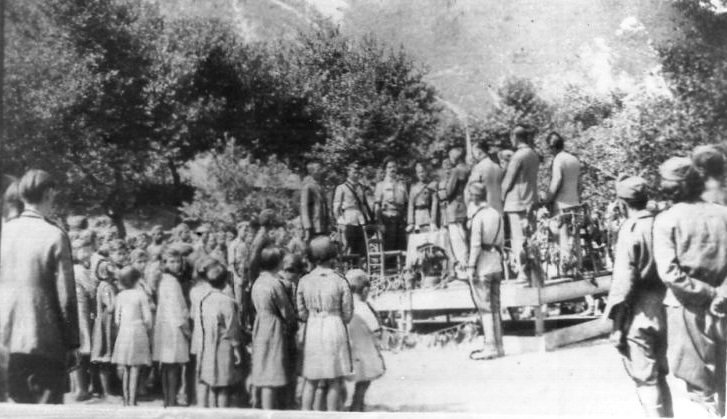
Przysięga partyzantów

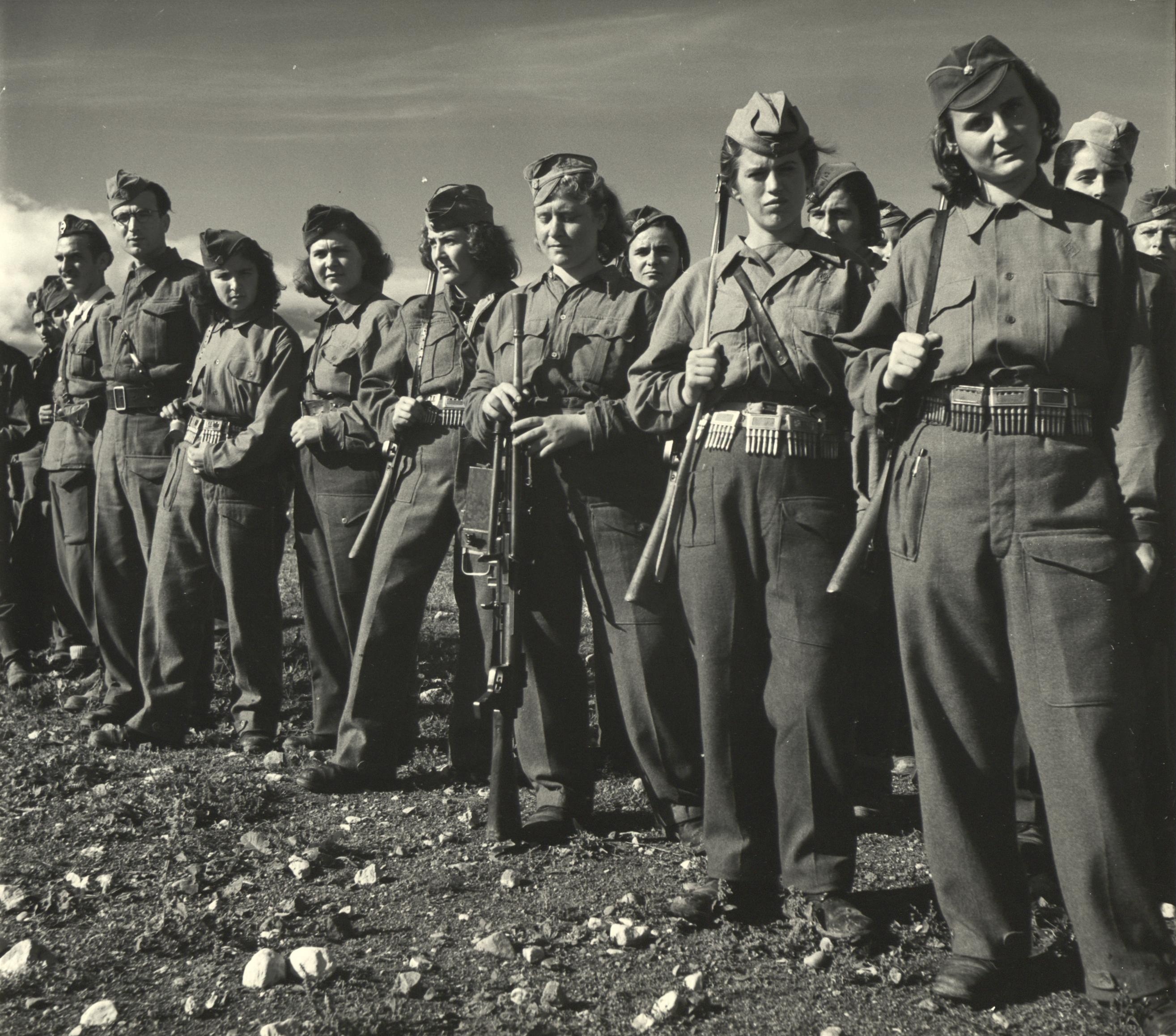
Kobiecy oddział ELAS

(Το Λαϊκό Κράτος του ΕΑΜ-ΕΛΑΣ)„ Do lata 1943 ELAS opanował większą część górskich terenów Grecji, które znalazły się tym samym poza kontrolą okupantów. Ruch ludności pomiędzy obydwoma obszarami – okupowanymi i wolnym od okupantów, w przypadku osób zamiejscowych wymagał przepustek. Członków policji i żandarmerii rozbrajano, podczas gdy zdrajcy, aktywni kolaboranci, rabusie, czy szabrownicy byli niezwłocznie aresztowani i groziła im kara śmierci, z wyroku Sądu Ludowego. Na zarządzanych przez siebie terenach EAM-ELAS stymulował aktywność ekonomiczną, wspomagał reformę szkolnictwa, realizował przekształcenia wprowadzające równouprawnienie kobiet, organizował system pomocy społecznej, zwłaszcza dla ofiar wojny Wybrano władze samorządowe, i zorganizowano wybory 180 przedstawicieli do Rady Narodowej, czyli ogólnokrajowego organu o prerogatywach parlamentu. Wzięło w nich udział około 1,5 mln obywateli. Zaproszono też, z prawem głosu, posłów ostatniego greckiego parlamentu, tj. rozwiązanego faszystowskim zamachem stanu 1936. Powołano tzw. „Sądy Ludowe”, oparte na sędziach obieralnych przez lokalne społeczności. Sądownictwo skodyfikowano, przy czym w sprawach wykroczeń cywilnych respektowano nadrzędność postanowień Sądu Ludowego, nad opinią dowódców oddziałów partyzanckich. Przyjęto zasadę, że dowódcy oddziałów partyzanckich lub organ polityczny (np. EAM) mogą pełnić rolę oskarżyciela, jednak nie sędziego. Zorganizowano system łączności bezprzewodowej i przewodowej, publiczny system opieki zdrowotnej, stymulowano komunikację, ukazywała się prasa, działały teatry i pracownie artystów, w szkolnictwie i działalności kulturalnej wprowadzono egalitaryzm, obejmujący także mniejszości językowe. W efekcie porządku i reform, odżywała także zrujnowana wojną gospodarka. Zdaniem Richarda Clogga EAM i ELAS posiadały znaczące poparcie społeczne dzięki przedstawianemu programowi społecznemu: włączenia chłopów w życie polityczne niepodległej Grecji, poprawy sytuacji kobiet, upowszechnienia edukacji. Dowódca brytyjskiej misji wojskowej, C.M. Woodhouse wskazuje, że ELAS wprowadzał na prowincji struktury państwowe, o których budowę nie zadbały kolejne rządy przedwojennej Grecji i dodaje, że tereny, zarządzane przez EAM-ELAS, osiągnęły nigdy przedtem tam nieznany i dość wysoki poziom cywilizacyjny, zarówno techniczny, jak i jakości życia społecznego. Terytorium kontrolowane przez partyzantów stało się celem ucieczek dziesiątków tysięcy Greków z terenów, na których utrzymywała się władza okupacyjna.
Położone w górach „państwo” ELAS, w znacznej mierze zniszczone w czasie wymierzonej w partyzantów ofensywy hitlerowskiej w ostatnich miesiącach 1943, odtworzono w początkach 1944.
Ugrupowania konkurencyjne i kolaboracyjna prasa przedstawiały ELAS jako organizację przestępczą, gangsterską, rujnującą prowincję. Oddziały miały składać się z oswobodzonych z więzień „kryminalistów, generalnie nieudaczników życiowych”, czy „szewców i woźniców”. ELAS zarzucano realizowanie „ciemnych idei”, jego członków określano jako bolszewików, rozpowszechniano mity o ich krwiożerczości, barbarzyństwie, skrajnym zdziczeniu. Rozpowszechniano informację, że „program komunizmu natychmiast po wycofaniu się sił okupacyjnych przewiduje podburzenie mas do ogólnego rabunku, nieporządku, podczas gdy wielkie i dobrze zorganizowane i uzbrojone grupy przejmą władzę, natychmiast kierując kraj ku komunizmowi, likwidując wszelkich istniejących lub hipotetycznych przeciwników”. Makabryczny ten opis przeciwstawiano ocenie terenów kontrolowanych przez kolaborantów, jako reprezentujących europejską tradycję i wysoką kulturę.
Z działaniami ELAS często mylone są akcje zbrojne, głównie wyroki śmierci, wykonywane przez OPLA, czyli inną, całkowicie zakonspirowaną i ideowo-komunistyczną organizację ruchu oporu.

### Powstanie PEEA. Polityka brytyjska wobec Grecji i ELAS
W marcu 1944 EAM ogłosił powstanie Politycznego Komitetu Wyzwolenia Narodowego (PEEA), który miał sprawować władzę na terenach pozostających pod kontrolą ELAS. Organ ten stanowił jednoznaczną konkurencję wobec rządu na uchodźstwie, uznawanego przez aliantów, lecz nieposiadającego ani demokratycznej legitymizacji (wobec poparcia przez króla w 1936 zamachu stanu Metaksasa), ani praktycznie żadnego poparcia w społeczeństwie okupowanej Grecji. Równocześnie zwolennicy lewicowej partyzantki wywołali bunty w stacjonującym w Egipcie wojsku greckim. Buntownicy domagali się, by przyszły rząd grecki odpowiadał rzeczywistym sympatiom społeczeństwa, opierając się na PEEA. Tymczasem premierem rządu na uchodźstwie został Jeorjos Papandreu, wywodzący się ze środowiska antykomunistycznych wenizelistów

Bunty te, stłumione przez Brytyjczyków, utwierdziły Churchilla w obsesyjnym przekonaniu o możliwości przejęcia władzy w powojennej Grecji przez komunistów

Brytyjski premier zdecydował o bezwzględnym stłumieniu protestów. Innym wydarzeniem, jakie utwierdziło Churchilla we wrogim stosunku do ELAS, było rozbicie przez oddział ELAS niewielkiej organizacji Wyzwolenie Narodowe i Społeczne i zabójstwo jej przywódcy płk Dimitriosa Psarrosa (najprawdopodobniej popełnione bez zgody naczelnego dowództwa ELAS, zapewne wskutek wendety).
Pod wpływem tego przekonania Churchill podjął negocjacje ze Stalinem w sprawie zagwarantowania wpływów brytyjskich w Grecji, w zamian za przyszłą dominację komunistyczną w Polsce, Czechosłowacji, Rumunii, na Węgrzech i w Bułgarii. Porozumienie w tej kwestii zostało ostatecznie wypracowane w październiku 1944 w Moskwie jako „umowa procentowa”, zapewniająca Wielkiej Brytanii 90% wpływów w Grecji. Tym samym przyszłość Grecji została w znacznej mierze przesądzona, niezależnie od aspiracji i oczekiwań, a także poza wiedzą samych Greków.
We wrześniu 1944 ELAS, razem z EDES, wzięły udział w zaplanowanej przez Brytyjczyków operacji, w ramach której atakowały wycofujące się konwoje niemieckie i dokonywały aktów sabotażu na liniach kolejowych. Po wycofaniu się Niemców, w Grecji wylądowały wojska brytyjskie oraz królewskie oddziały armii greckiej. W myśl wcześniejszych umów to oni odbyli triumfalny wjazd do stolicy, jako jej wyzwoliciele.

### ELAS wobec rządu Papandreu
W 1944 Jeorjos Papandreu stanął na czele rządu nazwanego gabinetem jedności narodowej. Formowanie rządu odbywało się pod kontrolą brytyjską; Brytyjczycy ochraniali rząd również po jego przybyciu do Grecji. USA i ZSRR nie odegrały znaczącej roli w formowaniu gabinetu, uznając Grecję za strefę interesów Wielkiej Brytanii.
Z tego powodu reprezentantom EAM zaproponowano jedynie pięć stanowisk ministerialnych, niewspółmiernie mało istotnych w stosunku do roli odgrywanej przez lewicowe formacje w ruchu oporu. Początkowo komuniści odrzucili tę propozycję. Zdanie zmienili prawdopodobnie pod wpływem radzieckiej misji wojskowej, jaka w sierpniu nieoczekiwanie spotkała się w górach z liderami EAM-ELAS. Spotkanie z misją, na czele której stał pułkownik Grigorij Popow, było pierwszym bezpośrednim kontaktem między komunistami radzieckimi a greckimi w czasie II wojny światowej. We wrześniu 1944 ELAS zgodził się przejść pod formalne zwierzchnictwo rządu jedności narodowej, co uczynił już wcześniej EDES. Rząd natomiast przeniósł formacje pod dowództwo brytyjskie. Część polityków KKE krytykowało decyzję o podporządkowaniu się rządowi, twierdząc, że komuniści mieli szansę przejęcia władzy dzięki popularności partyzantów. Wystąpienie antybrytyjskie nie znalazło wielu zwolenników oraz nie życzył go sobie Stalin, który zawarł z Churchillem „umowę procentową”.
Część polityków KKE uznała, że wobec sukcesów partii komunistycznych w Jugosławii i Bułgarii nadszedł czas na przejęcie władzy również w Grecji. Jeorjos Siantos zaapelował do oddziałów ELAS, by opuściły góry i zaczęły przejmować kontrolę nad miastami. Obawiając się takiego obrotu spraw, rząd Papandreu i jego brytyjscy protektorzy zintensyfikowali działania na rzecz likwidacji ELAS. Jego rozbrojenie ELAS stanowiło dlań ważniejszy problem, niż ukaranie kolaborantów. W listopadzie podjęte zostały rozmowy między rządem a EAM-ELAS w sprawie złożenia broni przez partyzantów. Zgodnie z wypracowanym porozumieniem miało to nastąpić 10 grudnia, zaś równolegle z ELAS rozbroić miały się znacznie słabsze oddziały EDES oraz jednostki armii greckiej z Bliskiego Wschodu. KKE oskarżyła jednak rząd, nie bez słuszności, o złamanie wcześniejszych zobowiązań wobec lewicy. W rezultacie ministrowie EAM nie godzili się na rozbrojenie bezwarunkowe i wyłącznie lewicowych partyzantów i 1 grudnia wyszli z rządu.

### Dekemvriana
Występujący z rządu reprezentanci EAM wezwali do strajku generalnego. Greccy autorzy wskazują, że zarówno Brytyjczycy (wyprzedzając o miesiące dalsze konfrontacyjne instrukcje Churchilla), jak i zaalarmowani postawą Brytyjczyków wysocy przedstawiciele KKE, świadomie zmierzali do konfrontacji. Toteż już 3 grudnia w centrum Aten miała miejsce masowa manifestacja lewicowa, jednocześnie i w wielu punktach naraz, bez wyjaśnionych do dziś przyczyn, ostrzelana przez siły różnych formacji, uprzednio kolaboracyjnych i jawnie współpracujących z SS przez cały 1944 rok być może także przez żołnierzy oddziałów specjalnych, królewskiego wojska. Zdaniem Clogga, padło 15 ofiar śmiertelnych. Greckie źródła wskazują więcej ofiar tej masakry, jednoczesnej w wielu punktach centrum miasta, w tym 28 ofiar śmiertelnych. Tanty pisze nawet o 50 ofiarach i 150 rannych.
Na wieść o masakrze cywilów do Aten niezwłocznie zaczęły kierować się kwaterujące w tej części Grecji oddziały ELAS, już nocą docierając do miasta. Greccy historycy określają tę okoliczność jako marsz w rozmyślnie zastawioną pułapkę. S.N. Grigoriadis przytacza okoliczność skrytego otaczania i rozbrajania partyzantów nocą, przez Brytyjczyków, z użyciem pojazdów pancernych i zainstalowanych na nich reflektorów. Partyzanci uprzednio zatrzymali się tam na poczęstunek i odpoczynek po marszu do Aten, nie zorientowani jeszcze w powadze sytuacji. Partyzantów rozbrajano, aresztując oficerów. Tejże nocy, miasto zaczęła opuszczać, przerażona obserwowanymi wydarzeniami ludność cywilna. Następnego dnia kolejnych demonstrantów ponownie zaatakowano i tym razem wywołało to wymianę ognia z oddziałami partyzantów. W ten sposób wybuchły gwałtowne, 35-dniowe starcia zapowiadając niebezpieczeństwo przyszłej, długotrwałej wojny domowej. Już 5 grudnia Winston Churchill zlecił brytyjskiemu dowódcy w Atenach potraktowanie stolicy Grecji jak zbuntowanego miasta wroga, a nie miasta sojuszniczego. Oddziały ELAS nie podjęły przy tym działań zbrojnych poza Atenami.
Także ZSRR miał w klęsce partyzantów swój świadomy udział. Ponieważ już 10 października 1944, przywódcy ZSRR i Wlk.Brytanii zawarli na Kremlu poufną umowę o przyszłym, ścisłym podziale stref wpływów i proporcji tych wpływów, m.in. w Grecji i w Polsce. Ale dopiero 19 grudnia 1944, przekazano Grekom pierwszą sugestię o istnieniu takiej sytuacji. S. Grigoriadis podkreśla, że dopiero 19 grudnia przekazano KC KPG pierwszą taką informację, mianowicie w piśmie z Sofii, tonem dobrej porady przywołującym informację od G. Dimitrowa, przewodniczącego Międzynarodówki Komunistycznej, wyrażającego obawę, że obecna sytuacja międzynarodowa wykluczy udzielenie Grekom wsparcia.
Tuż po Wigilii 1944 Winston Churchill osobiście przybył do Aten. Pod wpływem poczynionych wówczas obserwacji i rozmów z greckimi politykami doszedł do wniosku, że popierany przez Wielką Brytanię król Jerzy II Grecki nie może wrócić do kraju (w którym był całkowicie niepopularny), dopóki jego powrotu nie usankcjonuje plebiscyt. Do tego czasu winna zostać ustanowiona regencja (regentem został zwierzchnik autokefalicznego Greckiego Kościoła Prawosławnego arcybiskup Damaskin). Z urzędu premiera zrezygnował Papandreu, ustępując na rzecz gen. Nikolaosa Plastirasa. Natychmiast po sformowaniu nowego gabinetu siły brytyjskie uderzyły na siły ELAS w Atenach, wykorzystując lotnictwo wojskowe i 300 czołgów, w tym doborowe jednostki walczące uprzednio na froncie włoskim. W czasie walk w stolicy zginęło 11 tys. osób, w tym 4 tys. partyzantów ELAS, zaś 12 tys. z nich dostało się do niewoli. Działania Brytyjczyków zostały skrytykowane przez rząd USA. Amerykanie pozostali neutralni w czasie grudniowych walk, Brytyjczykom okazując przy tym nieprzychylność. Całkowite milczenie zachował ZSRR. Formacjami królewskimi, formacjami byłych kolaborantów i hitlerowców greckich i biorącymi udział w walce oddziałami prawicy dowodził w Atenach generał Thrasiwulos Tsakalotos.

### Porozumienie z Warkizy
11 stycznia 1945 między Brytyjczykami a siłami ELAS zawarto zawieszenie broni (weszło w życie cztery dni później). Na mocy rozejmu oddziały ELAS miały opuścić Ateny i Saloniki oraz odblokować szlaki komunikacyjne. Następnie 3 lutego, na polecenie Churchilla, rząd Plastirasa przystąpił do ostatecznych rozmów z reprezentantami EAM-ELAS. W ich efekcie w lutym 1945 podpisano liczące dziewięć punktów porozumienie regulujące sytuację partyzantów w wyzwolonej Grecji. Od miejsca podpisania jest ono określane w historiografii jako porozumienie z Warkizy. Zdaniem B. Jelavich do zaakceptowania projektu porozumienia skłonił ELAS fakt braku perspektyw na pomoc radziecką. W momencie podpisania porozumienia ELAS kontrolował 3/4 terytorium Grecji i nie odniosła żadnej znacznej klęski militarnej, a poparcie społeczne dla partyzantów nie malało,
Porozumienie nakazywało partyzantom ELAS złożenie broni, gwarantując im amnestię za wszelkie „przestępstwa polityczne” i pełnię swobód obywatelskich. Zapowiadało również sformowanie nowej, apolitycznej armii. Uzgodniono przeprowadzenie plebiscytu w sprawie powrotu króla Jerzego II, a następnie wyborów parlamentarnych. Obydwa te wydarzenia miały mieć miejsce w końcu roku 1945. Wielka Brytania została gwarantem porozumienia.
Zgodnie z postanowieniami porozumienia, partyzanci rozpoczęli zdawanie broni 16 lutego 1945, zaś 28 lutego ELAS przestało istnieć. S. Grigoriadis wymienia uzbrojenie ELAS, którego przekazanie 28 lutego 1945 pokwitował brytyjski generał
Zestawienie sugeruje, że partyzanci ELAS nie przekazali znacznej lub większej części broni ręcznej – osobistej. Na greckiej prowincji było to (ówcześnie) zupełnie naturalne:
- działa różnych typów – 100 szt
- ciężkie moździerze – 81 szt.
- lekkie moździerze – 138 szt.
- ciężkie karabiny maszynowe – 419 szt.
- ręczne karabiny maszynowe – 1412 szt
- pistolety maszynowe – 1412 szt.
- karabiny samopowtarzalne – 713 szt.
- karabiny i pistolety – 48 973 szt.
- ręczna broń przeciwpancerna – 57 szt.
- radiostacje – 17 szt.

Inne postanowienia porozumienia nie były jednak przestrzegane w praktyce. Złamana została obietnica utworzenia nowej, wspólnej z lewicą armii i sił porządkowych oraz przeprowadzenia wyborów po plebiscycie (nie przed nim) w sprawie ustroju Grecji, mimo protestów lewicy, a pod naciskiem brytyjskim.

#### Represje wobec kombatantów ELAS
Amnestia gwarantowana w porozumieniu z Warkizy nie objęła przestępstw pospolitych. Posłużyło to za pretekst do rozpoczęcia represji wobec partyzantów, których działania sądy kwalifikowały właśnie jako takie przestępstwa. Jak pisze Jelavich

Sądy okazały się dalece bardziej gorliwe w wymierzaniu sprawiedliwości tej grupie niż w osądzaniu przestępstw związanych z kolaboracją

Również autorzy Historii Grecji podkreślają, że działania określane oficjalnie jako „przywracanie porządku w państwie” polegało niejednokrotnie na zwalnianiu z więzień byłych kolaborantów, by uwięzić z kolei zwolenników EAM. W armii i policji wyzwolonej Grecji na stanowiskach dowódczych znaleźli się rojaliści, ongiś oficerowie sił zbrojnych Grecji Metaksasa. Byli oni zdecydowanymi wrogami idei republikańskich i lewicowych.
Według źródeł lewicowych między zawarciem porozumienia z Warkizy a pierwszymi wyborami powszechnymi w kraju (czyli od lutego 1945 do marca 1946) działało już 166 grup antykomunistycznych, o charakterze bojówkarskim. Tylko w tym okresie zostało zamordowanych 1289 osób uznanych za komunistów. Brytyjscy badacze D.H. Close i L. Baerentzen, powołując się na źródła lewicy, rozwijają tę informację następująco: 953 mordy przez sprawców nieumundurowanych, 250 mordów – Gwardia Narodowa, 82 mordy – policja, 4 mordy popełnić mieli członkowie brytyjskiego korpusu wojskowego. Odnotowano także 6671 zranień, 31 632 przypadków tortur, 84 931 aresztowań, 165 gwałtów i 18 767 rabunków oraz ponad 30 tysięcy wyroków więzienia wobec osób, podejrzanych o sprzyjanie EAM. Zniszczono 767 biur i punktów informacji wyborczej EAM. Niemal identyczne dane przytacza D. Close. M. Tanty podaje informacje o 1192 osobach zabitych, 6413 rannych, 70 tys. aresztowanych i 100 tys. poddanych innym prześladowaniom do końca 1946.
Urzędnicy Ministerstwa Obrony Narodowej bywali jednocześnie organizatorami oddziałów terrorystycznych. Od wyzwolenia, do 31 marca 1946 r. wyznaczane przez Brytyjczyków rządy zmieniały się przeciętnie co 2–3 miesiące, co nie sprzyjało stabilizacji. Wojsko i policja zostały opanowane przez niejawną, skrajnie prawicową Organizację X. Najgorzej wyglądała sytuacja w południowej części półwyspu Peloponez. Terroryści, wywodzący się ze skrajnej, antydemokratycznej prawicy, a nie organy państwowe, sprawowali tam rzeczywistą władzę wykonawczą, na obszarach całych prefektur, bezkarnie mordując nawet urzędników państwowych. Oficjalnie poszukiwani listami gończymi, jeśli zostali ujęci przez lokalne siły porządkowe lub przez Brytyjczyków, przekazywani byli do Aten, tam jednak szybko odzyskiwali wolność. Z kolei setki byłych partyzantów ELAS zostały skazane na śmierć lub uwięzione z powodu przynależności do EAM lub KKE (które pozostawały legalne). Od roku 1945, 50 tys. kombatantów ELAS pozostawało długotrwale uwięzionych. W latach 1947–1950 przetrzymywano ich głównie w obozach na wyspie Makronisos, choć zesłań dokonywano też na inne wyspy. Oficjalne, sądowne represje wobec lewicy przygasły w grudniu 1945 roku, gdy decyzją Brytyjczyków władzę objął centrowy rząd Temistoklisa Sofulisa. Gabinet ten rządził Grecją od 22 listopada 1945 do 4 kwietnia 1946. Ograniczono wtedy ściganie i zmieniono definicje przestępstw, popełnionych w trakcie II wojny światowej, przeciw formacjom wojskowym okupantów oraz personelowi kolaboracyjnej administracji. Na nowo represje podjął rząd Konstandinosa Tsaldarisa, ukonstytuowany 18 kwietnia 1946.